# Upright jerker
L'upright jerker è un metodo di impiccagione utilizzato negli Stati Uniti nel corso del XIX secolo sino agli inizi del XX. Nato per sostituire l'impiccagione per caduta, venne però in disuso.

## Meccanica
Nell'upright jerker la corda veniva avvolta intorno al collo del condannato, che però non era fatto cadere nella botola, ma veniva violentemente sollevato in aria per mezzo di un sistema di pesi e pulegge. I pesi erano attaccati ad una seconda corda, che veniva a sua volta legata alla corda sistemata al collo del condannato, risultando così all'estremità opposta del cappio. Il boia spingeva il pesante peso, che cadeva a terra con un tonfo, mentre il corpo del condannato era scagliato in aria e rimaneva appeso penzolando dal patibolo. L'obiettivo di questo metodo era quello di rompere il collo (cosa prevista in realtà anche dall'impiccagione a caduta standard) e assicurare una rapida morte.
Esecuzioni di questo tipo si sono svolte in diversi stati degli USA. L'upright jerker non è mai stato molto efficiente nello spezzare il collo dei condannati e non è più stato utilizzato dal 1930.